# Kleines Wiesental
Kleines Wiesental (en Alémanique Chlais Wiisedal) est une commune allemande en Bade-Wurtemberg, située dans le district de Fribourg-en-Brisgau. Elle a été créée le 1er janvier 2009 à la suite de la fusion des huit communes de la vallée : Bürchau, Elbenschwand, Neuenweg, Raich, Sallneck, Tegernau, Wies et Wieslet.